# プレスコット・ブッシュ
プレスコット・シェルダン・ブッシュ（Prescott Sheldon Bush、1895年5月15日 - 1972年10月8日）は、アメリカ合衆国の政治家、銀行家。連邦上院議員（コネティカット州選出、1953年 - 1963年）。所属政党は共和党。長男のプレスコット・ブッシュ・ジュニアは米中商工会議所議長。次男のジョージ・ハーバート・ウォーカー・ブッシュは第41代アメリカ合衆国大統領。孫のジョージ・W・ブッシュは第43代アメリカ合衆国大統領。曾孫に、実業家のジョージ・プレスコット・ブッシュ（ジョージ・W・ブッシュの甥で、W・ブッシュの次弟であるジェブ・ブッシュの長男）。

## 生い立ち
オハイオ州コロンバスに生まれる。父は製鉄会社の経営者であったサミュエル・プレスコット・ブッシュ。1917年にイェール大学を卒業。大学在学中はグリークラブに所属。秘密クラブのスカル・アンド・ボーンズの会員でもあった。スカル・アンド・ボーンズでW・アヴェレル・ハリマンの弟、ローランド・ハリマンと知り合う。
大学卒業後、第一次世界大戦中に西部戦線に従軍。1921年に、ジョージ・ハーバート・ウォーカーの娘、ドロシーと結婚した。ミズーリ州セントルイスでサラリーマン生活を営んだ後、1923年に生地コロンバスに、さらに1925年にはコネティカット州グリニッチへ移住した。

## 投資銀行の共同経営者
1926年に、ブッシュは義父ジョージ・ハーバート・ウォーカーと、大学時代の友人の兄アヴェレル・ハリマンの経営する投資銀行、W・A・ハリマン社に就職した。彼はここで才能を発揮し、次第に頭角をあらわした。同社が合併の後、1931年にブラウン・ブラザーズ・ハリマン社に改組すると、ブッシュは共同経営者の座に就いた。さらに彼はいくつかの企業の取締役会のメンバーを兼務した。その中の代表的なものは、現在のハリバートン社であるドレッサー・インダストリーズや、CBS、ジョージ・ハーバート・ウォーカーが経営者を務めた投資銀行、UBC（Union Banking Corporation）である。
UBCは1938年までナチス党に融資していたフリッツ・ティッセンと資本関係があった。そのため、同社はティッセン系のドイツの企業と関係があった。ティッセンは1939年までにドイツを逃れ、ヒトラーを公然と非難した。従ってUBCとドイツとの関係も同年で終わりを告げた。しかし、1942年にトレーディング・ウィズ・エネミー法が施行されると、同行が融資したドイツ企業がナチスに献金した疑いがあることからこうした取引関係が問題とされ、同社の資産は差し押さえられた（ちなみに同行がドイツと取引していた当時は、違法ではなかった。）。また、ティッセンとUBCとの関係はニューヨーク・ヘラルド・トリビューン紙がスクープする1942年夏まで続いた。この事実からブッシュがナチスのシンパであったという噂があるが、これは根拠の無いものである。しかし、この噂は、1980年の共和党大統領予備選及び1988年の大統領選挙の際に彼の子、ジョージ・ハーバート・ウォーカー・ブッシュに対する中傷に利用された。さらに、2004年の大統領選挙の際にも、再選を目指す当時の大統領、ジョージ・ウォーカー・ブッシュがプレスコットの孫であったことから、再びこの噂が一部で取り沙汰された。また一部でこの事実が、ブッシュがナチスの財政支援を行っていた、或いは彼が経営に関わった銀行が第二次世界大戦におけるドイツの軍資金を提供していたと曲解されたり、ブッシュとナチスが結託していたとの陰謀論に発展している。

## 政治的経歴
1947年から1950年まで、ブッシュはコネティカット州共和党の財務部長を務めた。1950年に上院議員選挙に立候補するが、このときは落選する。1952年にジェームズ・マクマホン上院議員の死に伴う補選に勝利した。上院では、共和党の穏健派、そしてアイゼンハワー政権の強力な支持者として知られた。また強硬な反共主義者で、強い国防を主張するタカ派であった。リチャード・ニクソンはブッシュを政治活動上の師であると看做しており、有名なチェッカーズ・スピーチを行う際、ブッシュに相談し、協力を求めたといわれる。
ブッシュはコネティカット州グリニッチに邸を構え、本拠としていた。他にメイン州のケンネバンクポートに別荘を所有しており、この別荘は、息子のジョージ・H・W・ブッシュが相続し、彼が大統領だった時代には第2のホワイトハウスとして機能した。